# Edmund Bojanowski
Edmund Wojciech Stanislaw Bojanowski (Grabonog, 14. studenog 1814. – Górce Duchowej, 7. kolovoza 1871.), poljski književnik i filantrop.

## Životopis
Učio je književnost i slavenske jezike u Bresslau i Berlinu, skupljao narodne pjesme. Osnovao je brojna sirotišta i bolnice na selu, pa je potkraj života imao 39 sirotišta i 127 »sestara službenica«. Taj se pokret proširio po cijeloj Poljskoj i po Engleskoj. Uređivao je i izdanja za javnost: Poklosie i Rok rviejski. Još kao učenik preveo je 15 naših narodnih lirskih pjesama u godišnjaku »Marzanna« 1834. godine, i to prema njemačkom prijevodu.